# 安德烈·帕罗特

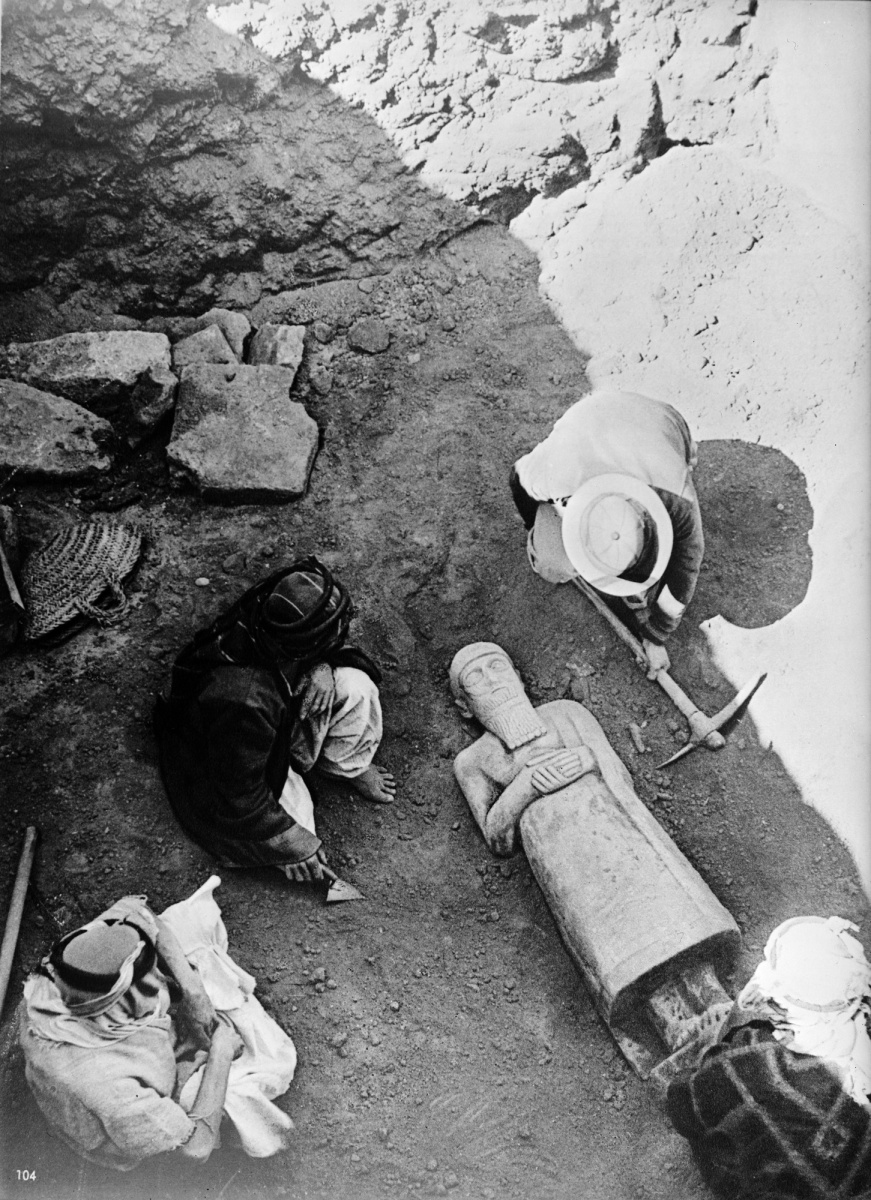
安德烈·帕罗特所率领的考古队于1936年在叙利亚马里进行发掘工作。他们在那里发现了伊什图普-伊鲁姆国王的雕像。

安德烈·查尔斯·乌尔里希·帕罗特（1901年2月15日－1980年8月24日）是一位专门研究古代近东地区的法国考古学家。他领导了一系列在黎巴嫩、伊拉克和叙利亚的发掘工作，并因其在1933年至1975年间在叙利亚马里的工作而闻名。

## 生平
1901年，帕罗特出生于法国杜省的代桑当。1946年，他被任命为国家博物馆总馆长，并于1958年至1962年担任卢浮宫馆长。除此之外，他是荣誉军团勋章的指挥官，也是法兰西文学院的成员。 1960年，他与第二任妻子玛丽·路易丝·吉罗德结婚，并于1980年在巴黎去世。
丹尼斯·科奎里拉是他在卢浮宫学院的学生之一。1940年，在他应征入伍后，玛格丽特·鲁滕接替接替了他在卢浮宫学院的教师职位。

## 著作
- 《马里，失落之城》(1936)
- 《美索不达米亚考古学》（1946-1953）
- 《耶路撒冷圣殿》(1957)
- 《苏美尔》(1960)
- 《亚述尔》(1961)
- 《亚伯拉罕和他的时代》（1962年，牛津大学）
- 《乌尔的宝藏》(1968)
- 《苏美尔艺术》(1970)
- 《马里的发掘》（1970-1971）
- 《马里，神话般的首都》(1974)
- 《迦太基》（巴黎：伽利玛，1975）
- 《考古学》(1976) (ISBN 2-228-89009-X )
- 《考古冒险》(1979) (ISBN 2-221-00392-6 )